# Aminata Demba
Aminata Demba (Antwerpen, 1987) is een Vlaams-Malinese actrice die vooral actief is in theater.

## Biografie

### Theater
Aminata Demba behaalde een Master in Cultuurmanagement aan de Universiteit Antwerpen en volgde kort de opleiding Drama aan het RITCS in Brussel. In 2012 nam ze deel aan GEN2020, een professionaliseringsproject voor acteurs en theatermakers, een initiatief vanuit het t, arsenaal in mechelen onder leiding van Michael De Cock en Kristin Rogghe.
In 2013 maakte ze met actrice Aicha Cissé en regisseuse Frédérique Le compte haar eerste voorstelling Dis-moi wie ik ben, een verfrissend zelfportret over het opgroeien in verschillende werelden en tegelijk een ode aan hun ouders.
In 2016 werd ze voor deze voorstelling samen met Cissé bekroond met de Artist Award van het Afrika Filmfestival (Filmhuis Mechelen).
Sinds haar debuut speelde ze mee in de voorstellingen Marieke Marieke (Het Zuidelijk Toneel), De moed om te doden (Toneelhuis), Futur Simple (De Maan), Konijn met pruimen (Laika), Race (t,arsenaal), Black (NTGent), het eerste deel van de trilogie The Sorrows of Belgium van Luk Perceval, Iemand moet het doen (Lazarus), Familie grrrr (Het Paleis, Suzanne Grotenhuis & Suze Millius) en Tortot (Laika).
In 2020 maakte ze in samenwerking met Laika De binnenkamer van Binta, een tekst geschreven door Hanneke Paauwe. Begin 2021 creëerde ze met Cissé en regisseuse Frédérique Lecomte de voorstelling C.A.T.C.H Coalition Against Type Casting Horrors (KVS).
Vanaf 2023 maakt ze deel uit van het artistiek team van het theatergezelschap Laika in Antwerpen. Sindsdien is ze onder hun vleugels maker en bezielster van de voorstelling Bazar (2023) geregisseerd door mede huismaker Michai Geyzen en Amadou (2025) in regie van Jo Roets.

### Film en televisie
In 2017 maakte ze samen met Leslie Verbeek de documentaire Pelikaanstraat 20 voor het tv-programma Vranckx en de nomaden. Een korte versie van de documentaire werd uitgezonden op Canvas. Een langere versie ging in première dat zelfde jaar in De Roma.
Demba had ook gastrollen in F.C. De Kampioenen 3: Forever, De zonen van Van As, Zie mij graag, Gent-West, De twaalf, Lisa,  Bergica en Déjà Vu.

## Overige
Sinds 2021 is Demba lid van de raad van bestuur van het Vlaams Audiovisueel Fonds.